# セルゲイ・ボグダンチコフ

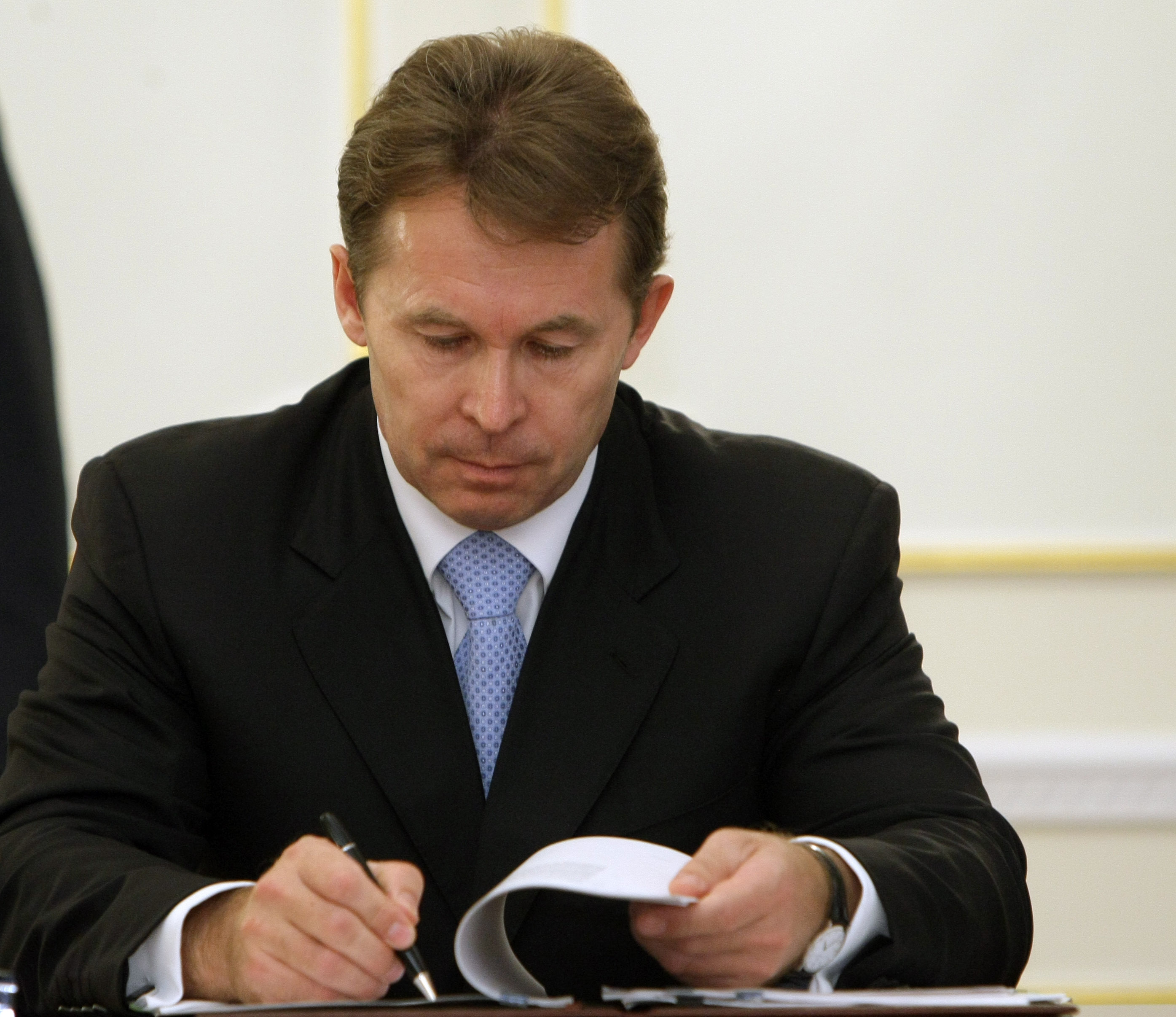
2010年

セルゲイ・ミハイロヴィッチ・ボグダンチコフ（Серге́й Миха́йлович Богда́нчиков、Sergei Mikhailovich Bogdanchikov、1957年8月10日 - ）は、ロシアの企業家。 オレンブルク州出身。
1981年ウファ石油大学を卒業する。大学を卒業後、石油ガス企業サハリン・レギオン社で勤務する。1993年サハリンモール・ネフチガス社（後にロスネフチの子会社となり、ロスネフチ・サハリンモール・ネフチガス社）の取締役となる。1998年10月16日ロシアの石油企業ロスネフチの代表取締役社長。2004年11月1日ロスネフチとガスプロムの石油生産部門が合同し、ガスプロムネフチ（後にインベスト・ユニオン）となると、代表取締役社長に就任した。